# Moritz Moszkowski
Moritz Moszkowski (auch unter dem Vornamen Maurice) (* 23. August 1854 in Breslau; † 4. März 1925 in Paris) war ein deutscher Komponist und Pianist. Er ist der Bruder des Schriftstellers und Satirikers Alexander Moszkowski.

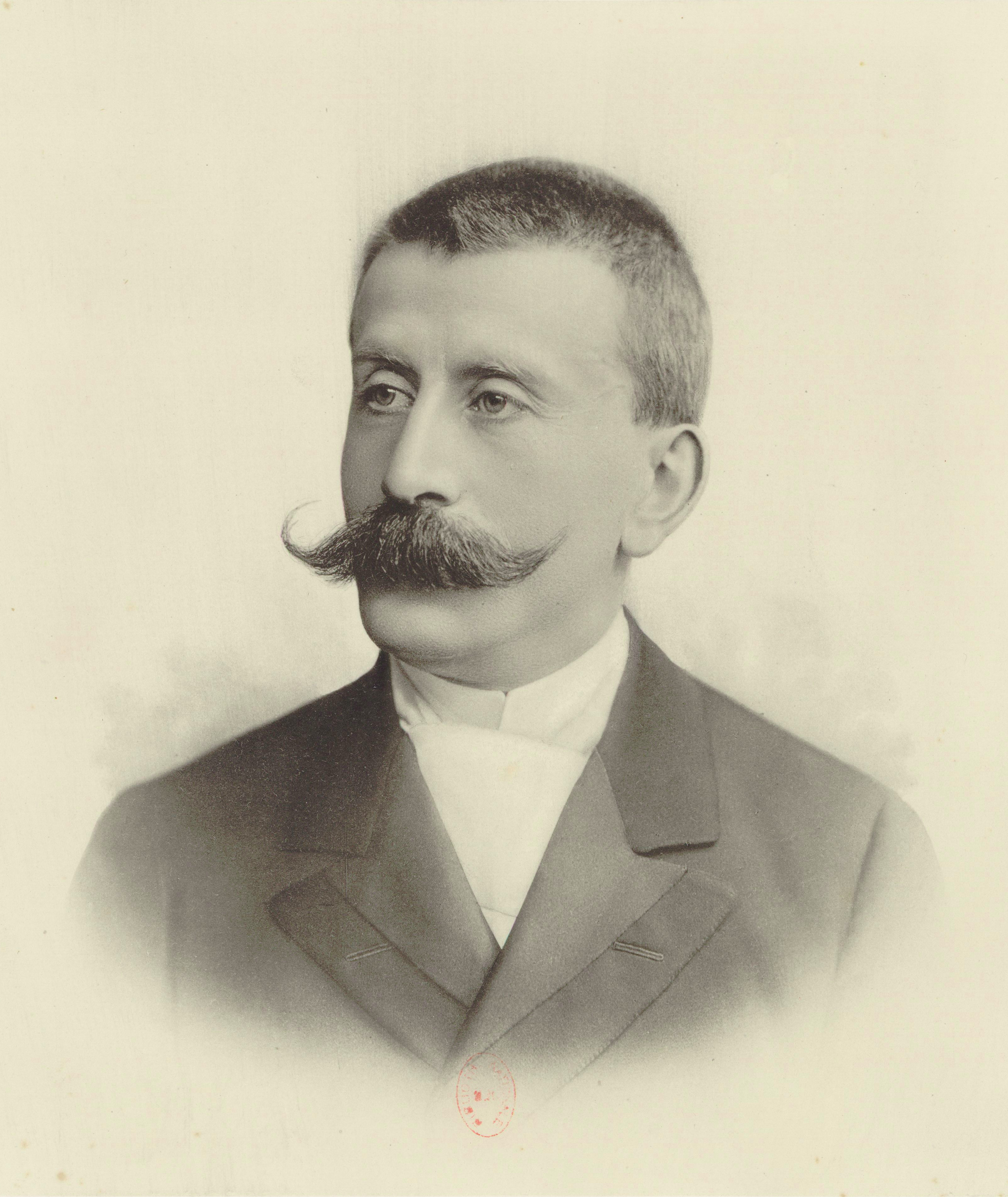
Moritz Moszkowski

## Leben
Aus einem polnisch-jüdischen Elternhaus stammend, erhielt Moszkowski ersten Musikunterricht in Breslau und in Dresden. Später in Berlin erhielt er seine Ausbildung am Stern’schen und besonders am Kullak’schen Konservatorium. Seine Lehrer waren hier insbesondere Richard Wüerst und Theodor Kullak. Noch während seiner Ausbildung begann er an der Berliner Neuen Akademie der Tonkunst (ehemals das Kullak’sche Konservatorium) zu unterrichten. 1873 folgten Konzertreisen als Klaviervirtuose und als Dirigent. Diese führten ihn durch ganz Europa, wo er sich alsbald einen Namen als Pianist, Komponist und auch als Lehrer, u. a. am Klindworth-Scharwenka-Konservatorium Berlin, machte. Zu seinen bekanntesten Schülern zählten der spätere Pianist Józef Hofmann sowie der Dirigent Thomas Beecham.
Im Jahre 1897 verließ Moszkowski Berlin und begab sich nach Paris. 1899 wurde er zum Mitglied der Berliner Akademie der Künste gewählt. In Paris lebte Moritz Moszkowski bis zu seinem Tode, obwohl ihm hier jeglicher Erfolg versagt blieb. Nachdem er während des Ersten Weltkrieges seinen sämtlichen Besitz in Kriegsanleihen für Österreich und Deutschland investiert hatte, war er nach dem Ersten Weltkrieg und dem wirtschaftlichen und politischen Zusammenbruch dieser beiden Staaten finanziell ruiniert. Er verstarb im Jahr 1925.
Zu seinem kompositorischen Schaffen zählen Opern, Kammermusik, Ballettmusiken, Balladen, Tänze, Serenaden und Instrumentalkompositionen sowie Sinfonien. In der zweiten Hälfte des 19. Jahrhunderts galt er als einer der herausragendsten Komponisten; in der Folgezeit gerieten sein Name und seine Werke nahezu in Vergessenheit. Er gilt als einer der bekanntesten Vertreter der sogenannten Salonmusik.
Sein vermutlich bekanntestes Werk ist das äußerst effektvolle, sehr virtuose Klavierstück Étincelles (dt. Funken) op. 36 Nr. 6, das zum Repertoire bedeutender Pianisten wie Vladimir Horowitz, Michail Pletnjow, Ilya Petrov und Yeol Eum Son gehörte bzw. gehört.

## Werke (Auswahl)
- Klavierkonzert h-moll op. 3, MoszWV 160
- Fünf Walzer op. 8, MoszWV 100
- Zwei Konzertstücke für Violine und Klavier op. 16, MoszWV 130
- Johanna d’Arc, sinfonische Dichtung op. 19, MoszWV 140
- Album Espagnol op. 21, MoszWV 103
- Deutsche Reigen op. 25, MoszWV 105
- Violinkonzert op. 30, MoszWV 161
- Caprice Espagnol op. 37, MoszWV 21
- Boabdil, der letzte Maurenkönig op. 49, MoszWV 201, Oper in 3 Akten
- Fackeltanz op. 51, MoszWV 202
- Laurin, Ballett op. 53, MoszWV 203
- Polnische Volkstänze op. 55, MoszWV 108
- Klavierkonzert (E-Dur) op. 59, MoszWV 162
- „Drei Mazurken“ op. 60 für Klavier solo, Emma Koch gewidmet
- Spanische Tänze, für Klavier vierhändig op. 12, MoszWV 102
- Neue spanische Tänze op. 65, MoszWV 109
- Quinze Études de Virtuosité op. 72
- Six Morceaux op. 81, MoszWV 51
- Six Morceaux op. 83, MoszWV 52
- Präludium und Fuge für Streichorchester op. 85, MoszWV 144
- Grande Valse de Concert op. 88, MoszWV 56
- Vingt petites Études op. 91, MoszWV 58
- Valse brillante MoszWV 65
- Valse mignonne MoszWV 71